# Schnega
Schnega là một đô thị của huyện Lüchow-Dannenberg, bang Niedersachsen, Đức. Đô thị này có diện tích 53,95 km².